# Монтегвидучо (Пезаро и Урбино)
Монтегвидучо је насеље у Италији у округу Пезаро и Урбино, региону Марке.
Према процени из 2011. у насељу је живело 220 становника. Насеље се налази на надморској висини од 427 м.